# François de Saint-Marcel d'Avançon
François de Saint-Marcel d'Avançon est un évêque catholique français, évêque de Grenoble de 1561 à 1575.

## Biographie
Doyen de la cathédrale de Grenoble, prévôt de la collégiale Saint-André, il fut nommé évêque par le roi Charles IX. En 1562, sa cathédrale fut pillée par les troupes du baron des Adrets au cours des guerres de religion.
Son neveu, Guillaume (fils de son frère Jean et de Philippa Alleman, nièce de son prédécesseur Laurent II), lui succéda comme doyen du Chapitre avant de devenir archevêque d'Embrun et cardinal.
C'est pendant son épiscopat que l'université de Grenoble est remise en fonction de 1542 à 1567.